# Léon Bienvenu (homme politique)
Pour l’article homonyme, voir Léon Bienvenu.
Léon Bienvenu est un homme politique français né le 19 novembre 1835 à Pouzauges (Vendée) et décédé le 19 septembre 1913 à Lille (Nord).

## Biographie
Propriétaire, maire de Saint-Hilaire-des-Loges, conseiller général, il est député de la Vendée de 1876 à 1885, siégeant avec la gauche modérée. Il fait partie des 363 qui refusent la confiance au gouvernement de Broglie, le 16 mai 1877. Après sa défaite, en 1885, il devient percepteur dans le Nord.

## Source
- « Léon Bienvenu (homme politique) », dans Adolphe Robert et Gaston Cougny, Dictionnaire des parlementaires français, Edgar Bourloton, 1889-1891 [détail de l’édition]
- « Léon Bienvenu (homme politique) », dans le Dictionnaire des parlementaires français (1889-1940), sous la direction de Jean Jolly, PUF, 1960 [détail de l’édition]